# Skała-Gajówka
Skała-Gajówka – osada leśna w Polsce położona w województwie świętokrzyskim, w powiecie koneckim, w gminie Smyków.
W latach 1975–1998 miejscowość administracyjnie należała do województwa kieleckiego.